# غريس كارتر
غريس كارتر (10 أغسطس 1989 - ) (بالإنجليزية: Grace Carter)‏ هي لاعبة كرة طائرة المملكة المتحدة في مركز وسط ‏. شاركت في الألعاب الأولمبية الصيفية 2012. ولعبت مع Quimper Volley 29 ‏ وTerville Florange Olympique Club ‏ وLevallois Paris Saint-Cloud ‏.

## وصلات خارجية
- غريس كارتر على موقع الاتحاد الأوروبي (الإنجليزية)
- غريس كارتر على موقع عالم الكرة الطائرة (الإنجليزية)
- غريس كارتر على موقع Ligue Nationale de Volley (الفرنسية)
- غريس كارتر على موقع أوليمبيديا (الإنجليزية)
- غريس كارتر على موقع اللجنة الأولمبية البريطانية (الإنجليزية)